# Tekanna

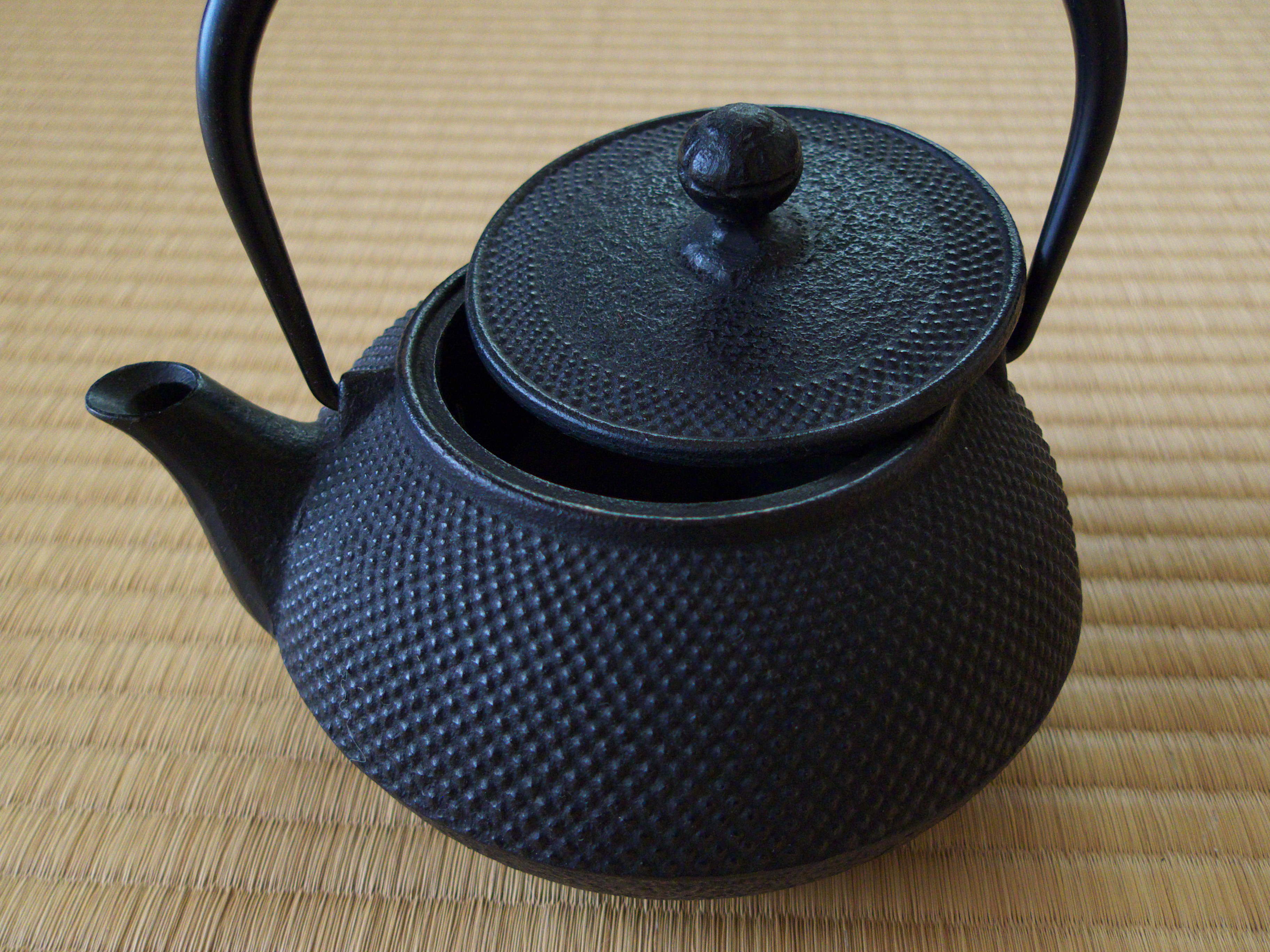
En japansk tekanna av järn, känd som tetsubin

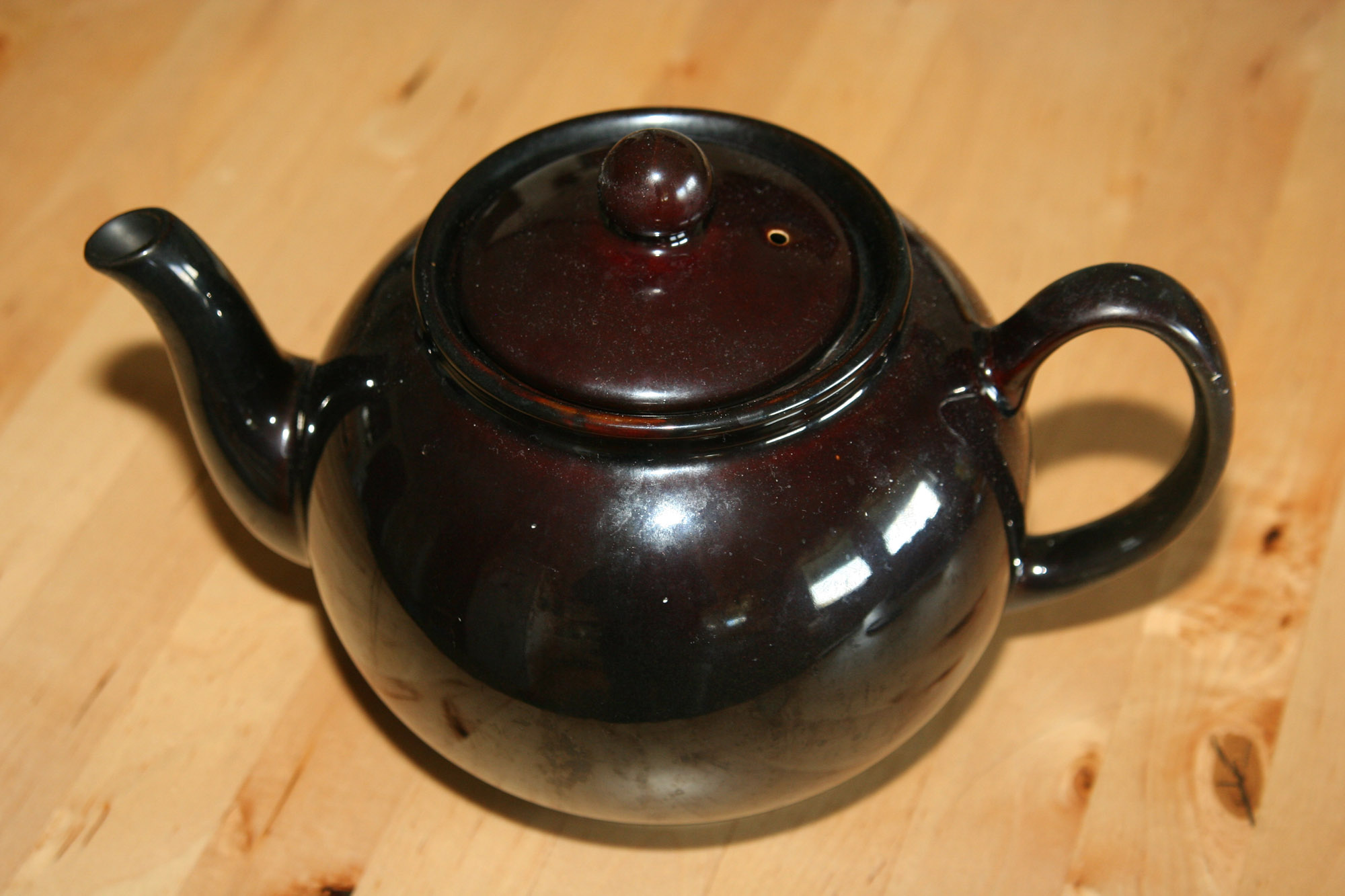
Engelsk tekanna

Tekanna är ett kärl, som regel med lock, handtag och pip, för bryggning av te, antingen i form av påste eller lösa blad. De senare vanligen lagda i en sil så man kan förhindra att teet drar för länge eller täpper till pipen. En tekanna har vanligtvis en öppning på toppen med ett lock där teblad kan läggas i och varmt vatten hällas över, ett handtag att hålla i och en pip som man kan hälla ur. Pipen är på innersidan försedd med en sil som förhindrar att teblad följer med vätskan vid servering. Det är viktigt att ha ett litet hål i locket för att förhindra att vakuum uppstår inuti när man häller upp så att teet inte rinner sakta och ojämnt ur pipen. Man kan förvärma tekannan innan man häller i teet för att det ska hålla sig varmt längre. Tehuva brukar användas för att bibehålla värmen i kannan.

Tekannor görs idag i många olika storlekar och material, exempelvis lergods, stengods, porslin, metall och glas. Den traditionella västerländska formen är låg och klotformad, men genom olika stilideal har den antagit många varierade och fantasifulla utseenden. Hus, djur och människoansikten är bara några udda utformningar.

Yixing tekanna från Kina

## Historik
Tekannan utvecklades troligen från det kokkärl i vilket te tidigare tillagades och finns i Kina omnämnda från början av Songdynastin, men kom att populariseras först under Mingdynastin då te tillagat som idag (lösa blad som får dra i hett vatten) helt slagit igenom.

## Olika sorters kannor

### Yixingkanna
Tekannor gjorda av yixinglera från staden Yixing i den kinesiska provinsen Jiangsu är högt värderade i Kina. De senaste 10 åren har dessa kannor blivit väldigt populära även bland teentusiaster över hela världen. Bland annat för att de ofta är mycket vackra, men framför allt för dess egenskap att framhäva teets smak. I Yixingkannor dricker man vanligtvis bara Oolong-te, åldrat (eller shou) Pu'er-te och svart te.

### Tetsubin
Tetsubin (Kanji: 鉄瓶) betyder på japanska järnkanna, och tillverkas i gjutjärn vilket ger den dess karaktäristiska tyngd. Sedan några år tillbaka kan man hitta tetsubinkannor i tebutiker i de flesta lite större svenska städer.

### Kyushu
Kyushukannor tillverkas framför allt i Japan och är oftast små och låga. De används framför allt till japanska gröna teer som Sencha eller Gyokuro. I Sverige kan man hitta kyushukannor i affärer som importerar porslinsvaror från Japan och Kina.
De allra flesta har ett utstickande handtag som sitter på sidan, till skillnad från de flesta andra kannor som har handtag tvärs över eller "öron".